# Кьеза, Федерико
Федери́ко Кье́за (итал. Federico Chiesa, итальянское произношение: [fedeˈriːko ˈkjɛːza; ˈkjeːza]; род. 25 октября 1997, Генуя) — итальянский футболист, вингер английского клуба «Ливерпуль» и сборной Италии. Чемпион Европы 2020 года. Участник двух чемпионатов Европы (2020 и 2024).

## Клубная карьера

### «Фиорентина»
Футболом начал заниматься в академии клуба «Сеттиньянезе». В 2007 году присоединился к «Фиорентине». Летом 2014 года футболист присоединился к юношеской команде клуба до 19 лет. В феврале 2016 года подписал свой первый профессиональный контракт с флорентийским клубом.
Летом 2016 года футболист стал тренироваться с основной командой клуба, вместе с которой отправился на предсезонный сбор. Дебютировал за клуб 20 августа 2016 года в матче против «Ювентуса», выйдя на поле в стартовом составе и отыграв первый тайм после чего был заменён. Дебютный матч в рамках Лиги Европы УЕФА сыграл 29 сентября 2016 года против азербайджанского клуба «Карабах». Свой дебютный гол за клуб забил 8 декабря 2016 года в ответном матче в рамках группового этапа Лиги Европы УЕФА против «Карабаха». В следующем матче 12 декабря 2016 года против «Сассуоло» в рамках итальянской Серии A отличился первой результативной передачей. Дебютным голом в чемпионате отличился 21 января 2017 года в матче против клуба «Кьево». Затем итальянский футболист смог быстро закрепиться в основной команде клуба. В рамках ответного матча первого раунда плей-офф Лиги Европы УЕФА 23 февраля 2017 года уступил мёнхенгладбахской «Боруссии». По итогу сезона футболист отличился 4 голами и 3 результативными передачами во всех турнирах.
К новому сезону футболист готовился уже как полноценный игрок основной команды. Первый матч сыграл 27 августа 2017 года против «Сампдории», выйдя на поле в стартовом составе. Своим первым голом отличился 16 сентября 2017 года в матче против «Болоньи». По ходу сезона футболист стал одним из лидеров клуба, став лучшим ассистентом клуба. Своим первым дублем за клуб отличился 13 января 2019 года в матче против «Торино» в рамках Кубка Италии. Вскоре 27 января 2019 года оформил и свой первый дубль в Серии A в матче против «Кьево». Спустя 3 дня в матче Кубка Италии 30 января 2019 года против «Ромы» футболист забил хет-трик. Свой первый хет-трик в чемпионате оформил 29 июля 2020 года в матче против «Болоньи».

### «Ювентус»
В октябре 2020 года Кьеза на правах двухгодичной аренды перешёл в «Ювентус» с обязательным правом выкупа за 40 млн евро по окончании срока аренды. Дебютировал за клуб 17 октября 2020 года в матче против «Кротоне», сначала отдав голевую передачу на Альваро Морату, а затем на 60 минуте получил прямую красную карточку. В своём следующем матче 20 октября 2020 года дебютировал в Лиге чемпионов УЕФА против киевского «Динамо». Свой дебютный гол за клуб забил 2 декабря 2020 года в ответной встрече группового этапа Лиги чемпионов УЕФА против киевского «Динамо». В итальянской Серии А первый гол за клуб забил 16 декабря 2020 года в матче против «Аталанты». Против «Милана» 6 января 2021 года отличился дублем, дважды реализовав передачи Пауло Дибалы. В Лиге чемпионов УЕФА на стадии 1/8 финала вылетели от португальского «Порту» после того как футболист сравнял общий счёт по сумме двух матчей, однако португальцы оказались сильнее по сумме голов, так как забили больше голов в гостевом матче. Сам же Кьеза в обоих матчах против португальского соперника отличился 3 голами. Стал обладателем Кубка Италии 19 мая 2021 года, забив победный гол в финале против «Аталанты».
В сентябре 2021 года первый свой матча за клуб сыграл 19 сентября 2021 года против «Милана», выйдя на замену на 72 минуте вместо Хуана Куадрадо. В своём следующем матче 22 сентября 2021 года против «Специи» забил первый гол, который помог сравняться по счёту, уступая 1:2. Вскоре начал новый сезон Лиги чемпионов УЕФА, где в матче 29 сентября 2021 года против «Челси» забил единственный и победный гол. В матче 9 января 2022 года против «Ромы» получил разрыв крестообразной связки и выбыл до конца чемпионата.
В мае 2022 года «Ювентус» активировал опцию обязательного выкупа и Кьеза был выкуплен у «Фиорентины» за сумму 40 миллионов евро. Контракт с игроком рассчитан до 2025 года. В июле 2022 года футболист вернулся к тренировкам по специальной программе. В августе 2022 года появилась информация, что футболист не будет включен в заявку на участие в групповом этапе Лиги чемпионов УЕФА и сможет помочь клубу только уже на стадии плей-офф. В сентябре 2022 года туринский клуб всё-таки включил итальянца в итоговую заявку на Лигу чемпионов. В октябре 2022 года футболист уже начал тренироваться в общей группе. Впервые попал в заявку клуба почти спустя год пребывания в лазарете 2 ноября 2022 года на матч Лиги чемпионов УЕФА против «Пари Сен-Жермен», где футболист также впервые в сезоне вышел на поле, заменив на 74 минуте Фабио Миретти. Первый матч сыграл 6 ноября 2022 года против «Интернационале», выйдя на замену на 73 минуте. Первым результативным действием за клуб отличился 13 ноября 2022 года в матче против «Лацио», отдав голевую передачу. Свой первый гол футболист забил 19 января 2023 года в матче Кубка Италии против «Монцы», который также стал первым у итальянца за 378 дней. Свой первый гол в рамках итальянской Серии A забил 22 мая 2023 года в матче против «Эмполи». В последнем матче сезона 4 июня 2023 года против «Удинезе» футболист отличился своим вторым забитым голом в чемпионате, который по итогу принёс победу, однако сам «Ювентус» из-за снятых очков остановился на 7 итоговом месте и отправился в квалификацию Лиги конференций УЕФА.
Новый сезон футболист начал 20 августа 2023 года с матча против «Удинезе», выйдя в стартовом составе и уже на 2 минуте забил свой первый гол.

### «Ливерпуль»
29 августа 2024 года «Ливерпуль» объявил о подписании Кьезы, английский клуб заплатил за нападающего 12 миллионов евро, также три миллиона были прописаны в виде бонусов. Контракт был рассчитан до июля 2028 года.

## Карьера в сборной
Выступал за юношескую сборную Италии до 19 лет.
Летом 2019 года Федерико был приглашён в сборную для участия в домашнем Чемпионате Европы среди молодёжных команд. В первом матче в группе против Испании он отличился двумя голами на 36-й и 64-й минутах, а его команда одержала победу 3:1. В третьем матче в группе против Бельгии он отличился голом на 89-й минуте и его команда победила 3:1.
2 июня 2021 года был включён в окончательную заявку для участия на чемпионате Европы 2020. 26 июня 2021 года забил мяч в ворота сборной Австрии в дополнительное время матча 1/8 финала чемпионата Европы. Федерико и его отец Энрико стал первой в истории парой отец-сын, которым удавалось забивать мячи на чемпионатах Европы (Энрико забил за сборную Италии на Евро-1996).

## Семья
Отец Федерико, известный в прошлом игрок сборной Италии, участник чемпионатов мира и Европы — Энрико Кьеза.

## Достижения

### Командные
«Ювентус»
- Обладатель Кубка Италии (2): 2020/21, 2023/24
- Обладатель Суперкубка Италии: 2020

«Ливерпуль»
- Чемпион Англии: 2024/25

Сборная Италия
- Чемпион Европы: 2020

### Личные
- Входит в состав символической сборной года Серии A: 2020/21[44]
- Входит в состав символической сборной Евро-2020[45]

## Государственные награды
- Кавалер ордена «За заслуги перед Итальянской Республикой» (16 июля 2021) — в знак признания спортивных ценностей и национального духа, которые вдохновили итальянскую команду на победу на чемпионате Европы по футболу 2020[46][47]

## Клубная статистика
| Выступление      | Выступление      | Выступление      | Чемпионат | Чемпионат | Кубки | Кубки | Еврокубки | Еврокубки | Прочие | Прочие | Итого | Итого |
| Клуб             | Лига             | Сезон            | Игры      | Голы      | Игры  | Голы  | Игры      | Голы      | Игры   | Голы   | Игры  | Голы  |
| ---------------- | ---------------- | ---------------- | --------- | --------- | ----- | ----- | --------- | --------- | ------ | ------ | ----- | ----- |
| Фиорентина       | Серия A          | 2016/17          | 27        | 3         | 2     | 0     | 5         | 1         | 0      | 0      | 34    | 4     |
| Фиорентина       | Серия A          | 2017/18          | 36        | 6         | 2     | 0     | 0         | 0         | 0      | 0      | 38    | 6     |
| Фиорентина       | Серия A          | 2018/19          | 37        | 6         | 4     | 6     | 0         | 0         | 0      | 0      | 41    | 12    |
| Фиорентина       | Серия A          | 2019/20          | 34        | 10        | 3     | 1     | 0         | 0         | 0      | 0      | 37    | 11    |
| Фиорентина       | Серия A          | 2020/21          | 3         | 1         | 0     | 0     | 0         | 0         | 0      | 0      | 3     | 1     |
| Фиорентина       | Итого            | Итого            | 137       | 26        | 11    | 7     | 5         | 1         | 0      | 0      | 153   | 34    |
| Ювентус          | Серия A          | → 2020/21        | 30        | 8         | 5     | 2     | 8         | 4         | 0      | 0      | 43    | 14    |
| Ювентус          | Серия A          | → 2021/22        | 14        | 2         | 0     | 0     | 4         | 2         | 0      | 0      | 18    | 4     |
| Ювентус          | Серия A          | 2022/23          | 21        | 2         | 4     | 1     | 8         | 1         | 0      | 0      | 33    | 4     |
| Ювентус          | Серия A          | 2023/24          | 33        | 9         | 4     | 1     | 0         | 0         | 0      | 0      | 37    | 10    |
| Ювентус          | Итого            | Итого            | 98        | 21        | 13    | 4     | 20        | 7         | 0      | 0      | 131   | 32    |
| Ливерпуль        | Премьер-лига     | 2024/25          | 6         | 0         | 5     | 2     | 3         | 0         | 0      | 0      | 14    | 2     |
| Ливерпуль        | Премьер-лига     | 2025/26          | 1         | 1         | 0     | 0     | 0         | 0         | 0      | 0      | 1     | 1     |
| Ливерпуль        | Итого            | Итого            | 7         | 1         | 5     | 2     | 3         | 0         | 0      | 0      | 15    | 3     |
| Всего за карьеру | Всего за карьеру | Всего за карьеру | 242       | 48        | 29    | 13    | 28        | 8         | 0      | 0      | 299   | 69    |